# Lokomotivångaren Svanen
För M/S Svanen, tidigare Ångfartyget SIri, se M/S Svanen
Lokomotivångaren Svanen var en blandning av ångslup och ånglok, vilken trafikerade Viskan och Öresjö 1891–1892.
Jungfruresan gjordes 19 september 1891. Det var således en flod- och insjöbåt som drevs med en ångmaskin och samtidigt var utrustad med järnvägshjul för att ta sig fram på land. Hjulen användes då båten passerade Ålgårdsfallet på räls. Den unika farkosten konstruerades av Carl Jacob Magnell som vid denna tid var lektor vid Tekniska Elementarskolan i Borås. Ångaren ägdes av Borås Ångslups AB där konstruktören också var delägare.
Ångaren fick inom kort konkurrens av en ångvagn som trafikerade järnvägen från Borås till Fristad, med hållplatser vid Långesten, Jutagärde och Frufällan, som gav kortare restid mellan Borås och Öresjö. Detta ledde till att Svanen lades ut till försäljning där ett danskt konsortium 1895 köpte lokomotivångaren.
De lät bygga en "skeppsjärnväg" över udden Fiskebæk mellan sjöarna Furesø och Farum Sø norr om Köpenhamn och satte in Svanen som amfibiefordon mellan Lyngby och Farum. Turen över udden var dock så obekväm att många resande föredrog att promenera. År 1899 avmonterades hjulen  och Svanen fortsatte som turbåt på Furesø till 1940.
Hon såldes 1940 och transporterades till Köpenhamn där hon gjorde tjänst bland annat som bogserbåt  tills hon den 20 maj 1942 förliste vid Kalveboderne efter en explosion förmodligen orsakad av en mina.